# PWR World Women's Championship

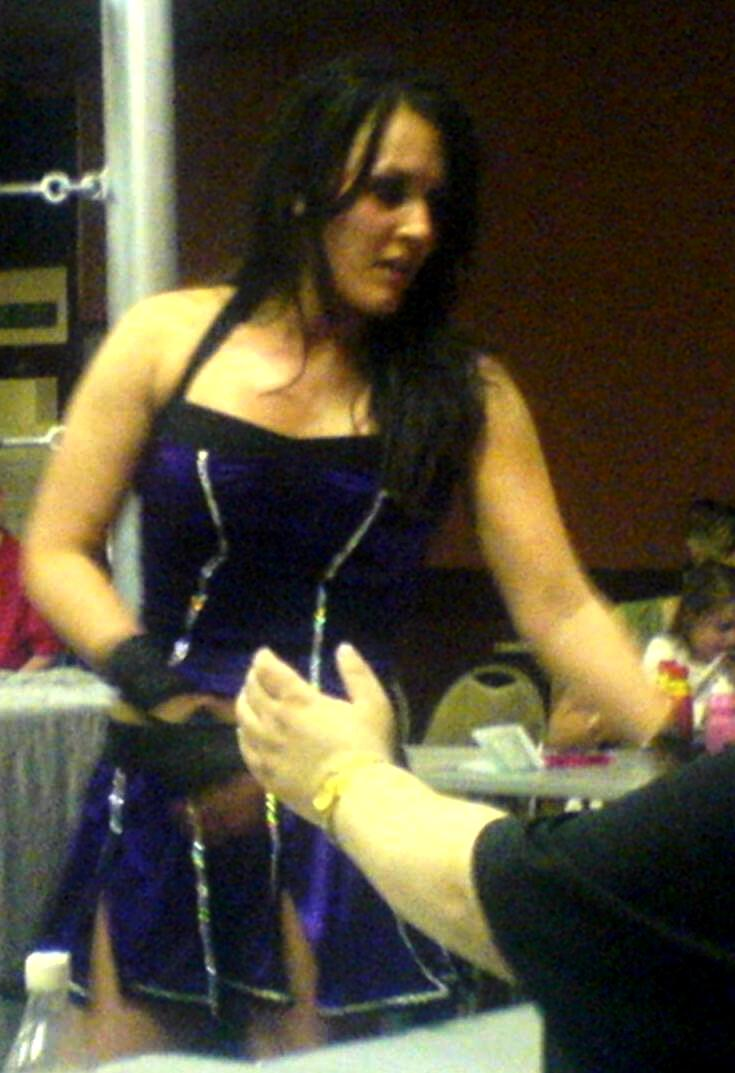
Cheerleader Melissa, actual campeona.

El Campeonato Mundial Femenil de la PWR (PWR World Women's Championship en inglés) es un campeonato de lucha libre profesional perteneciente a la Pro Wrestling Revolution. Este campeonato fue defendido dentro del Consejo Mundial de Lucha Libre de 2010 a 2011. Este título es exclusivo para luchadoras.

## Campeona actual
La actual campeona es Cheerleader Melissa, quien se encuentra en su segundo reinado como campeona. Cheerleader Melissa derrotó a la excampeona Ivelisse Vélez el 11 de mayo de 2013 en Turlock, California.

## Lista de campeones
| Luchadora:          | Reinado N°: | Derrotó a:              | Fecha:                   | Lugar:                    |       |
| ------------------- | ----------- | ----------------------- | ------------------------ | ------------------------- | ----- |
| Lady Apache         | 1           | Alissa Flash            | 30 de enero de 2010      | San Francisco, California | [ 1 ] |
| Princesa Sugehit    | 1           | Lady Apache             | 14 de junio de 2010      | Puebla, Puebla            | [ 2 ] |
| Lady Apache         | 2           | Princesa Sugehit        | 11 de septiembre de 2011 | Ciudad de México          | [ 3 ] |
| La Diabólica        | 1           | Lady Apache             | 28 de julio de 2012      | Watsonville, California   | [ 4 ] |
| Vacante             | N/A         | Por razones personales. | 19 de enero de 2013      | Watsonville, California   | [ 5 ] |
| Cheerleader Melissa | 1           | Dark Angel              | 23 de febrero de 2013    | San Francisco, California | [ 6 ] |
| Ivelisse Vélez      | 1           | Cheerleader Melissa     | 21 de abril de 2013      | San Juan, Puerto Rico     | [ 7 ] |
| Cheerleader Melissa | 2           | Ivelisse Vélez          | 11 de mayo de 2013       | Turlock, California       | [ 8 ] |

## Reinados más largos
| Luchadora           | Días | Fecha en que ganó        | Fecha en que perdió      | Notas                           |
| ------------------- | ---- | ------------------------ | ------------------------ | ------------------------------- |
| Princesa Sugehit    | 454  | 14 de junio de 2010      | 11 de septiembre de 2011 | Su primer reinado               |
| Lady Apache         | 321  | 11 de septiembre de 2011 | 28 de julio de 2012      | Su segundo reinado              |
| Cheerleader Melissa | 4432 | 11 de mayo de 2013       | Campeona actual          | Su segundo reinado              |
| La Diabólica        | 175  | 28 de julio de 2012      | 19 de enero de 2013      | Su primer reinado               |
| Lady Apache         | 135  | 30 de enero de 2010      | 14 de junio de 2010      | Primera campeona de la historia |

## Mayor cantidad de reinados
- 2 veces: Cheerleader Melissa y Lady Apache.

## Datos interesantes
- Reinado más largo: Princesa Sujei, 545 días.
- Reinado más corto: Ivelisse Vélez, 20 días.
- Campeona más vieja: La Diabólica, 46 años y 304 días.
- Campeona más joven: Ivelisse Vélez, 25 años y 212 días.
- Campeona más pesada: Cheerleader Melissa, 64 kg (141 lb).
- Campeona más liviana: Ivelisse Vélez, 52 kg (114 lb).